# 다니엘 비비안
다니엘 비비안 모레노(스페인어: Daniel Vivian Moreno, 1999년 7월 5일, 바스크 주 비토리아-가스테이스 ~ )는 스페인의 프로 축구 선수로, 현재 아틀레틱 빌바오에서 중앙 수비수로 활약하고 있다.

## 클럽 경력
바스크 주 아라바 도 비토리아-가스테이스 출신인 비비안은 산 비아토르, 알라베스, 라쿠아, 그리고 아리스나바라를 거쳐 2015년에 산투추에 입단했다. 그는 이바이 고메스가 지도하는 산투추의 청년부 C 선수단에 입단했다. 2016년 6월, 그는 아틀레틱 빌바오로 이적하였고, 입단 초기에는 테르세라 디비시온의 연계 구단인 바스코니아의 일원이 되었다.
2016년 8월 27일, 비비안은 1-1로 비긴 베르메오 원정에 선발로 출전해 성인 무대 첫 걸음을 떼었다. 그는 이듬해 10월 15일에 페냐 스포르트와의 세군다 디비시온 B 안방 경기에 출전하며 2군 신고식을 치렀고, 소속 구단은 4-1 대승을 거두었다.
2020년 8월 11일, 비비안은 2023년까지 계약을 연장해 라 리가의 1군으로 정식 승격했다. 그러나, 이튿날, 그는 세군다 디비시온에 속한 미란데스로 2020-21 시즌이 끝날 때까지 임대되었다.
2020년 9월 13일, 비비안은 0-0으로 비긴 알코르콘과의 안방 경기에 선발로 출전해 첫 프로 경기를 치렀다. 이듬해 2월 12일, 그는 3-3으로 비긴 지로나와의 안방 경기에서 첫 프로 무대 득점을 기록했고, 시즌을 주전으로 내내 활약하며 32번의 경기에 출전했다.
마르셀리노가 이끄는 사자 군단으로 복귀한 비비안은 우나이 누녜스를 제치고 주전으로 도약했고, 2021년 8월 16일에 0-0으로 비긴 엘체와의 원정 경기에 선발로 출전해 1부 리그 첫 경기를 뛰었다. 그 달 말, 그는 정식적으로 1군으로 승격하여 등번호 12번을 받았다.

## 국가대표팀 경력
- 2024 UEFA 유로 국가대표

## 경력 통계

### 클럽
2025년 3월 6일 기준
| 구단            | 시즌    | 리그              | 리그 | 리그 | 컵   | 컵   | 유럽 | 유럽 | 기타 | 기타 | 합계 | 합계 |
| 구단            | 시즌    | 리그명            | 출장 | 득점 | 출장 | 득점 | 출장 | 득점 | 출장 | 득점 | 출장 | 득점 |
| --------------- | ------- | ----------------- | ---- | ---- | ---- | ---- | ---- | ---- | ---- | ---- | ---- | ---- |
| 빌바오 아틀레틱 | 2017–18 | 세군다 디비시온 B | 4    | 0    | —    | —    |      |      | —    | —    | 4    | 0    |
| 빌바오 아틀레틱 | 2018–19 | 세군다 디비시온 B | 32   | 2    | —    | —    |      |      | —    | —    | 32   | 2    |
| 빌바오 아틀레틱 | 2019–20 | 세군다 디비시온 B | 11   | 2    | —    | —    |      |      | 1    | 0    | 12   | 2    |
| 빌바오 아틀레틱 | 합계    | 합계              | 47   | 4    | 0    | 0    |      |      | 1    | 0    | 48   | 4    |
| 미란데스 (임대) | 2020–21 | 세군다 디비시온   | 32   | 2    | 0    | 0    |      |      | —    | —    | 32   | 2    |
| 아틀레틱 클루브 | 2021-22 | 라 리가           | 24   | 2    | 3    | 0    |      |      |      |      | 27   | 2    |
| 아틀레틱 클루브 | 2022-23 | 라 리가           | 29   | 1    | 7    | 0    |      |      |      |      | 36   | 1    |
| 아틀레틱 클루브 | 2023-24 | 라 리가           | 33   | 0    | 7    | 0    |      |      |      |      | 40   | 0    |
| 아틀레틱 클루브 | 2024-25 | 라 리가           | 23   | 3    | 2    | 0    | 8    | 0    | 1    | 0    | 34   | 3    |
| 아틀레틱 클루브 | 합계    | 합계              | 109  | 6    | 19   | 0    | 8    | 0    | 1    | 0    | 137  | 6    |

1. ↑  승격 플레이오프전 출전 경기 포함